# Shutruk-Nahhunte
Shutruk-Nahhunte est un roi élamite, dont le règne va environ de 1185 à 1160 av. J.-C. Lui et ses deux fils et successeurs Kutir-Nahhunte III et Shilhak-Inshushinak portent le royaume élamite à son apogée. Il fait partie de la dynastie Shutrukides, tout comme son fils.
Établi à Suse, il se lance dans diverses expéditions militaires en direction du royaume de Babylone. Il semble qu'il soit motivé par le fait qu'à la suite d'alliances matrimoniales entre la dynastie élamite et celle des Kassites, qui règne alors à Babylone, il soit en mesure de prétendre au trône de la prestigieuse cité. Ses premières campagnes se dirigent vers la région de la Diyala. Secondé par son fils aîné Kutir-Nahhunte, il attaque directement la Babylonie vers la fin de son règne, et il réussit à s'emparer de sa capitale, qu'il confie à son fils. Il meurt peu après ce grand succès.
Il est également considéré comme un des plus grands pilleurs de la Mésopotamie. En effet, plusieurs pays, comme l'Empire d'Agadé, sont connus grâce à ce roi et ses vols d'œuvres d'art.
Shutruk-Nahunte est évoqué plusieurs fois dans le film Le Club des Empereurs, réalisé en 2002.